# Aaron Hughes
Aaron William Hughes (Cookstown, 8 novembre 1979) è un ex calciatore nordirlandese, di ruolo difensore.
Hughes era in grado di giocare difensore centrale, terzino destro o sinistro, così come a centrocampo. Egli di solito è stato mandato in campo in posizione centrale sia per il suo club sia per la nazionale, ed è stato capitano dell'Irlanda del Nord. Hughes è famoso per la sua correttezza in campo, infatti egli detiene il record di aver giocato più di 400 partite in Premier League senza essere espulso, che è il terzo nella storia della lega.

## Carriera

### Club

#### Newcastle United
Nato a Cookstown, nella contea di Tyrone, Hughes è arrivato nel mondo del calcio grazie al Newcastle United, dove è diventato un titolare nel club inglese. Ha fatto il suo debutto in prima squadra al Camp Nou in un match tra Newcastle e Barcellona il 26 novembre 1997. Il suo debutto in campionato è avvenuto contro lo Sheffield Wednesday Football Club nel girone di ritorno della stessa stagione. Le sue apparizioni in prima squadra dopo questo erano poche e lontane tra loro, ma si era diventato titolare i prima squadra dalla stagione 1999-2000. Durante il suo tempo a Tyneside, Hughes ha giocato 279 partite per i Magpies in tutte le competizioni e ha segnato sette gol. Ha detenuto il record come più giovane esordiente dei Magpies nelle competizioni europee fino a quando non è stato superato da Andy Carroll nel novembre 2006.
A Hughes gli viene assegnata la maglia con il numero 18 da Ruud Gullit all'inizio della stagione 1999-2000 al Newcastle. Da allora non ha mai indossato un altro numero a livello di club. Anche a livello internazionale, ha indossato il numero dal 2002.

#### Aston Villa
Il 20 maggio 2005, Hughes è stato venduto ad un'altra squadra della Premier League: all'Aston Villa per una cifra di un milione di sterline. Durante la sua permanenza nel club delle West Midlands, ha totalizzato 64 presenze tra tutte le competizioni per il suo club.

#### Fulham

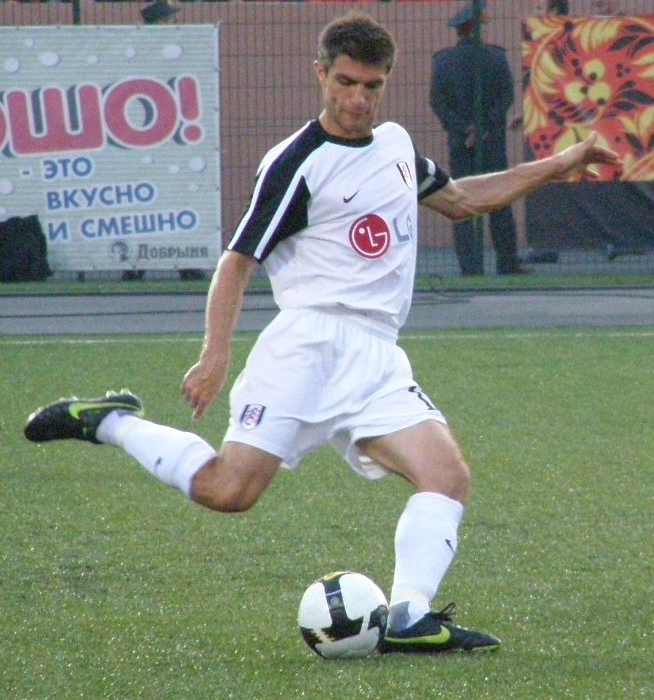
Aaron Huges in UEFA Europa League contro l'

Il 27 giugno 2007, Hughes è stato annunciato come un nuovo acquisto da una squadra di Londra che milita nella massima serie della Premier League: passa al Fulham.
Hughes dice: "Sono felice di entrare a far parte del Fulham e non vedo l'ora di lavorare con Lawrie Sanchez a livello di club. Ho apprezzato il mio tempo all'Aston Villa, ma quando si è presentata questa occasione non ho avuto alcuna esitazione a venire a giocare in questa squadra piena di ambizioni, che sono di grande interesse per me ovviamente. Sono felice di aver firmato prima dell'inizio del pre-campionato, che mi offre l'opportunità di stare con i compagni fin dal primo giorno".

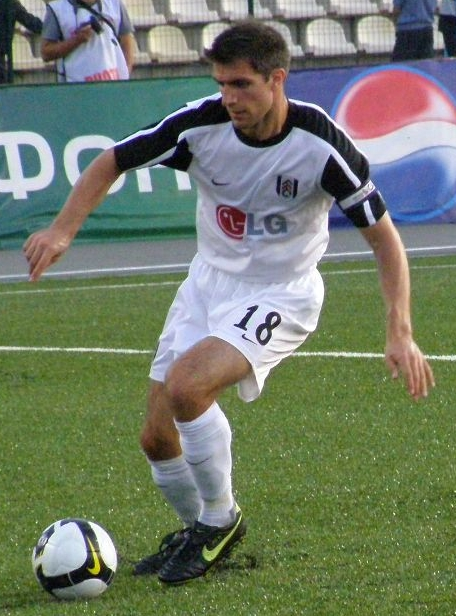
Hughes in un'azione di gioco

 Ha preso la fascia da capitano in assenza di Brian McBride e, ultimamente, Danny Murphy. Il 4 dicembre 2009, Hughes ha firmato un nuovo accordo con la società, che vedrà il capitano dell'Irlanda del Nord rimanere a Craven Cottage fino all'estate del 2013.
Ha segnato il suo primo gol per il Fulham il 26 dicembre 2010, contro il West Ham United al Craven Cottage.

#### QPR e Brighton
Il 31 gennaio 2014 firma da svincolato con il QPR, siglando un contratto fino al termine della stagione. Non essendosi trovato un accordo per il rinnovo, viene ingaggiato a parametro zero dal Brighton & Hove Albion, con cui firma un contratto annuale.

### Nazionale
Hughes ha fatto il suo debutto per l'Irlanda del Nord il 25 marzo 1998, contro la Slovacchia. Egli divenne per la prima volta capitano del suo paese il 17 aprile 2002, contro la Spagna a Belfast. Era il capitano regolarmente dal 2003 fino al suo ritiro nel 2011, portando la squadra nelle vittorie più importanti contro l'Inghilterra, la Spagna e la Svezia. Con Hughes infortunato, il compagno di squadra al Fulham, Chris Baird, gli è stato dato l'onore della fascia di capitano dell'Irlanda del Nord per le prime partite dal manager Nigel Worthington. Hughes ha segnato il suo primo e unico gol internazionale, tredici anni e mezzo e 77 partite dopo il suo debutto, contro le Isole Faroe il 10 agosto 2011. Un infortunio ha fatto sì che non potesse giocare le ultime partite ad Euro 2012 di qualificazione.
Viene convocato per gli Europei 2016 in Francia.

## Statistiche

### Presenze e reti nei club
Statistiche aggiornate al 19 maggio 2019.
| Stagione           | Squadra            | Campionato         | Campionato | Campionato | Coppe nazionali | Coppe nazionali | Coppe nazionali | Coppe continentali | Coppe continentali | Coppe continentali | Altre coppe | Altre coppe | Altre coppe | Totale | Totale |
| Stagione           | Squadra            | Comp               | Pres       | Reti       | Comp            | Pres            | Reti            | Comp               | Pres               | Reti               | Comp        | Pres        | Reti        | Pres   | Reti   |
| ------------------ | ------------------ | ------------------ | ---------- | ---------- | --------------- | --------------- | --------------- | ------------------ | ------------------ | ------------------ | ----------- | ----------- | ----------- | ------ | ------ |
| 1997-1998          | Newcastle          | PL                 | 4          | 0          | FACup+CdL       | 1+1             | 0               | UCL                | 2                  | 0                  | -           | -           | -           | 8      | 0      |
| 1998-1999          | Newcastle          | PL                 | 14         | 0          | FACup+CdL       | 2+1             | 0               | CdC                | 0                  | 0                  | -           | -           | -           | 17     | 0      |
| 1999-2000          | Newcastle          | PL                 | 27         | 2          | FACup+CdL       | 4+0             | 0               | CU                 | 3                  | 0                  | -           | -           | -           | 34     | 2      |
| 2000-2001          | Newcastle          | PL                 | 35         | 0          | FACup+CdL       | 2+3             | 0               | -                  | -                  | -                  | -           | -           | -           | 40     | 0      |
| 2001-2002          | Newcastle          | PL                 | 34         | 0          | FACup+CdL       | 5+3             | 1+0             | Int                | 6                  | 2                  | -           | -           | -           | 48     | 3      |
| 2002-2003          | Newcastle          | PL                 | 35         | 1          | FACup+CdL       | 1+0             | 0               | UCL                | 12                 | 0                  | -           | -           | -           | 48     | 1      |
| 2003-2004          | Newcastle          | PL                 | 34         | 0          | FACup+CdL       | 2+0             | 0               | UCL+CU             | 1+10               | 0                  | -           | -           | -           | 47     | 0      |
| 2004-2005          | Newcastle          | PL                 | 22         | 1          | FACup+CdL       | 2+2             | 0               | CU                 | 10                 | 0                  | -           | -           | -           | 36     | 1      |
| Totale Newcastle   | Totale Newcastle   | Totale Newcastle   | 205        | 4          |                 | 29              | 1               |                    | 44                 | 2                  |             | -           | -           | 278    | 7      |
| 2005-2006          | Aston Villa        | PL                 | 35         | 0          | FACup+CdL       | 4+2             | 0               | -                  | -                  | -                  | -           | -           | -           | 41     | 0      |
| 2006-2007          | Aston Villa        | PL                 | 19         | 0          | FACup+CdL       | 1+3             | 0               | -                  | -                  | -                  | -           | -           | -           | 23     | 0      |
| Totale Aston Villa | Totale Aston Villa | Totale Aston Villa | 54         | 0          |                 | 10              | 0               |                    | -                  | -                  |             | -           | -           | 64     | 0      |
| 2007-2008          | Fulham             | PL                 | 30         | 0          | FACup+CdL       | 1+1             | 0               | -                  | -                  | -                  | -           | -           | -           | 32     | 0      |
| 2008-2009          | Fulham             | PL                 | 38         | 0          | FACup+CdL       | 5+1             | 2+0             | -                  | -                  | -                  | -           | -           | -           | 44     | 0      |
| 2009-2010          | Fulham             | PL                 | 34         | 0          | FACup+CdL       | 5+0             | 0               | UEL                | 17                 | 0                  | -           | -           | -           | 56     | 0      |
| 2010-2011          | Fulham             | PL                 | 38         | 1          | FACup+CdL       | 3+2             | 0               | -                  | -                  | -                  | -           | -           | -           | 43     | 1      |
| 2011-2012          | Fulham             | PL                 | 19         | 0          | FACup+CdL       | 1+0             | 0               | UEL                | 10                 | 1                  | -           | -           | -           | 30     | 1      |
| 2012-2013          | Fulham             | PL                 | 24         | 0          | FACup+CdL       | 3+1             | 1+0             | -                  | -                  | -                  | -           | -           | -           | 28     | 1      |
| 2013-gen. 2014     | Fulham             | PL                 | 13         | 0          | FACup+CdL       | 2+2             | 0               | -                  | -                  | -                  | -           | -           | -           | 17     | 0      |
| Totale Fulham      | Totale Fulham      | Totale Fulham      | 196        | 1          |                 | 27              | 3               |                    | 27                 | 1                  |             | -           | -           | 250    | 5      |
| gen.-giu. 2014     | QPR                | FLC                | 11         | 0          | FACup+CdL       | -               | -               | -                  | -                  | -                  | -           | -           | -           | 11     | 0      |
| 2014-2015          | Brighton & Hove    | FLC                | 10         | 0          | FACup+CdL       | 0+3             | 0               | -                  | -                  | -                  | -           | -           | -           | 13     | 0      |
| 2015-2016          | Melbourne City     | AL                 | 6          | 1          | FFACup          | 0               | 0               | -                  | -                  | -                  | -           | -           | -           | 6      | 1      |
| 2016               | Kerala Blasters    | ISL                | 8+3        | 1          | -               | -               | -               | -                  | -                  | -                  | -           | -           | -           | 11     | 1      |
| gen.-giu. 2017     | Hearts             | SP                 | 8          | 0          | SC+CdL          | 4+0             | 0               | UEL                | -                  | -                  | -           | -           | -           | 12     | 0      |
| 2017-2018          | Hearts             | SP                 | 15+4       | 0          | SC+CdL          | 3+1             | 0               | -                  | -                  | -                  | -           | -           | -           | 23     | 0      |
| 2018-2019          | Hearts             | SP                 | 4+1        | 0          | SC+Cdl          | 0+2             | 0               | -                  | -                  | -                  | -           | -           | -           | 7      | 0      |
| Totale Hearts      | Totale Hearts      | Totale Hearts      | 32         | 0          |                 | 10              | 0               |                    | -                  | -                  |             | -           | -           | 42     | 0      |
| Totale carriera    | Totale carriera    | Totale carriera    | 525        | 7          |                 | 79              | 4               |                    | 71                 | 3                  |             | -           | -           | 675    | 14     |

### Cronologia presenze e reti in nazionale
| Cronologia completa delle presenze e delle reti in nazionale ― Irlanda del Nord | Cronologia completa delle presenze e delle reti in nazionale ― Irlanda del Nord | Cronologia completa delle presenze e delle reti in nazionale ― Irlanda del Nord | Cronologia completa delle presenze e delle reti in nazionale ― Irlanda del Nord | Cronologia completa delle presenze e delle reti in nazionale ― Irlanda del Nord | Cronologia completa delle presenze e delle reti in nazionale ― Irlanda del Nord | Cronologia completa delle presenze e delle reti in nazionale ― Irlanda del Nord | Cronologia completa delle presenze e delle reti in nazionale ― Irlanda del Nord |
| Data                                                                            | Città                                                                           | In casa                                                                         | Risultato                                                                       | Ospiti                                                                          | Competizione                                                                    | Reti                                                                            | Note                                                                            |
| ------------------------------------------------------------------------------- | ------------------------------------------------------------------------------- | ------------------------------------------------------------------------------- | ------------------------------------------------------------------------------- | ------------------------------------------------------------------------------- | ------------------------------------------------------------------------------- | ------------------------------------------------------------------------------- | ------------------------------------------------------------------------------- |
| 25-3-1998                                                                       | Belfast                                                                         | Irlanda del Nord                                                                | 1 – 0                                                                           | Slovacchia                                                                      | Amichevole                                                                      | -                                                                               |                                                                                 |
| 22-4-1998                                                                       | Belfast                                                                         | Irlanda del Nord                                                                | 1 – 0                                                                           | Svizzera                                                                        | Amichevole                                                                      | -                                                                               |                                                                                 |
| 3-6-1998                                                                        | Santander                                                                       | Spagna                                                                          | 4 – 1                                                                           | Irlanda del Nord                                                                | Amichevole                                                                      | -                                                                               |                                                                                 |
| 5-9-1998                                                                        | Istanbul                                                                        | Turchia                                                                         | 3 – 0                                                                           | Irlanda del Nord                                                                | Qual. Euro 2000                                                                 | -                                                                               |                                                                                 |
| 9-10-1998                                                                       | Belfast                                                                         | Irlanda del Nord                                                                | 1 – 0                                                                           | Finlandia                                                                       | Qual. Euro 2000                                                                 | -                                                                               |                                                                                 |
| 31-3-1999                                                                       | Chișinău                                                                        | Moldavia                                                                        | 0 – 0                                                                           | Irlanda del Nord                                                                | Qual. Euro 2000                                                                 | -                                                                               | 63’                                                                             |
| 27-4-1999                                                                       | Belfast                                                                         | Irlanda del Nord                                                                | 1 – 1                                                                           | Canada                                                                          | Amichevole                                                                      | -                                                                               |                                                                                 |
| 29-5-1999                                                                       | Dublino                                                                         | Irlanda                                                                         | 0 – 1                                                                           | Irlanda del Nord                                                                | Amichevole                                                                      | -                                                                               |                                                                                 |
| 18-8-1999                                                                       | Belfast                                                                         | Irlanda del Nord                                                                | 0 – 1                                                                           | Francia                                                                         | Amichevole                                                                      | -                                                                               |                                                                                 |
| 4-9-1999                                                                        | Belfast                                                                         | Irlanda del Nord                                                                | 0 – 3                                                                           | Turchia                                                                         | Qual. Euro 2000                                                                 | -                                                                               |                                                                                 |
| 23-2-2000                                                                       | Lussemburgo                                                                     | Lussemburgo                                                                     | 1 – 3                                                                           | Irlanda del Nord                                                                | Amichevole                                                                      | -                                                                               |                                                                                 |
| 26-4-2000                                                                       | Belfast                                                                         | Irlanda del Nord                                                                | 0 – 1                                                                           | Ungheria                                                                        | Amichevole                                                                      | -                                                                               |                                                                                 |
| 16-8-2000                                                                       | Belfast                                                                         | Irlanda del Nord                                                                | 1 – 2                                                                           | Jugoslavia                                                                      | Amichevole                                                                      | -                                                                               |                                                                                 |
| 2-9-2000                                                                        | Belfast                                                                         | Irlanda del Nord                                                                | 1 – 0                                                                           | Malta                                                                           | Qual. Mondiali 2002                                                             | -                                                                               |                                                                                 |
| 7-10-2000                                                                       | Belfast                                                                         | Irlanda del Nord                                                                | 1 – 1                                                                           | Danimarca                                                                       | Qual. Mondiali 2002                                                             | -                                                                               |                                                                                 |
| 11-10-2000                                                                      | Reykjavík                                                                       | Islanda                                                                         | 1 – 0                                                                           | Irlanda del Nord                                                                | Qual. Mondiali 2002                                                             | -                                                                               |                                                                                 |
| 28-2-2001                                                                       | Belfast                                                                         | Irlanda del Nord                                                                | 0 – 4                                                                           | Norvegia                                                                        | Amichevole                                                                      | -                                                                               |                                                                                 |
| 24-3-2001                                                                       | Belfast                                                                         | Irlanda del Nord                                                                | 0 – 1                                                                           | Rep. Ceca                                                                       | Qual. Mondiali 2002                                                             | -                                                                               |                                                                                 |
| 2-6-2001                                                                        | Belfast                                                                         | Irlanda del Nord                                                                | 0 – 1                                                                           | Bulgaria                                                                        | Qual. Mondiali 2002                                                             | -                                                                               |                                                                                 |
| 6-6-2001                                                                        | Teplice                                                                         | Rep. Ceca                                                                       | 3 – 1                                                                           | Irlanda del Nord                                                                | Qual. Mondiali 2002                                                             | -                                                                               | 75’                                                                             |
| 1-9-2001                                                                        | Copenaghen                                                                      | Danimarca                                                                       | 1 – 1                                                                           | Irlanda del Nord                                                                | Qual. Mondiali 2002                                                             | -                                                                               |                                                                                 |
| 5-9-2001                                                                        | Belfast                                                                         | Irlanda del Nord                                                                | 3 – 0                                                                           | Islanda                                                                         | Qual. Mondiali 2002                                                             | -                                                                               |                                                                                 |
| 13-2-2002                                                                       | Limassol                                                                        | Irlanda del Nord                                                                | 1 – 4                                                                           | Polonia                                                                         | Amichevole                                                                      | -                                                                               | Cap.                                                                            |
| 17-4-2002                                                                       | Belfast                                                                         | Irlanda del Nord                                                                | 0 – 5                                                                           | Spagna                                                                          | Amichevole                                                                      | -                                                                               | Cap.                                                                            |
| 12-10-2002                                                                      | Albacete                                                                        | Spagna                                                                          | 3 – 0                                                                           | Irlanda del Nord                                                                | Qual. Euro 2004                                                                 | -                                                                               |                                                                                 |
| 16-10-2002                                                                      | Belfast                                                                         | Irlanda del Nord                                                                | 0 – 0                                                                           | Ucraina                                                                         | Qual. Euro 2004                                                                 | -                                                                               |                                                                                 |
| 12-2-2003                                                                       | Belfast                                                                         | Irlanda del Nord                                                                | 0 – 1                                                                           | Finlandia                                                                       | Amichevole                                                                      | -                                                                               |                                                                                 |
| 29-3-2003                                                                       | Erevan                                                                          | Armenia                                                                         | 1 – 0                                                                           | Irlanda del Nord                                                                | Qual. Euro 2004                                                                 | -                                                                               |                                                                                 |
| 2-4-2003                                                                        | Belfast                                                                         | Irlanda del Nord                                                                | 0 – 2                                                                           | Grecia                                                                          | Qual. Euro 2004                                                                 | -                                                                               |                                                                                 |
| 3-6-2003                                                                        | Campobasso                                                                      | Italia                                                                          | 2 – 0                                                                           | Irlanda del Nord                                                                | Amichevole                                                                      | -                                                                               | Cap.                                                                            |
| 11-6-2003                                                                       | Belfast                                                                         | Irlanda del Nord                                                                | 0 – 0                                                                           | Spagna                                                                          | Qual. Euro 2004                                                                 | -                                                                               | 73’                                                                             |
| 6-9-2003                                                                        | Donec'k                                                                         | Ucraina                                                                         | 0 – 0                                                                           | Irlanda del Nord                                                                | Qual. Euro 2004                                                                 | -                                                                               | Cap.                                                                            |
| 10-9-2003                                                                       | Belfast                                                                         | Irlanda del Nord                                                                | 0 – 1                                                                           | Armenia                                                                         | Qual. Euro 2004                                                                 | -                                                                               | Cap.                                                                            |
| 11-10-2003                                                                      | Atene                                                                           | Grecia                                                                          | 1 – 0                                                                           | Irlanda del Nord                                                                | Qual. Euro 2004                                                                 | -                                                                               |                                                                                 |
| 18-2-2004                                                                       | Belfast                                                                         | Irlanda del Nord                                                                | 1 – 4                                                                           | Norvegia                                                                        | Amichevole                                                                      | -                                                                               | Cap.                                                                            |
| 18-8-2004                                                                       | Zurigo                                                                          | Svizzera                                                                        | 0 – 0                                                                           | Irlanda del Nord                                                                | Amichevole                                                                      | -                                                                               | Cap.                                                                            |
| 4-9-2004                                                                        | Belfast                                                                         | Irlanda del Nord                                                                | 0 – 3                                                                           | Polonia                                                                         | Qual. Mondiali 2006                                                             | -                                                                               | Cap.                                                                            |
| 8-9-2004                                                                        | Cardiff                                                                         | Galles                                                                          | 2 – 2                                                                           | Irlanda del Nord                                                                | Qual. Mondiali 2006                                                             | -                                                                               | Cap.                                                                            |
| 9-10-2004                                                                       | Baku                                                                            | Azerbaigian                                                                     | 0 – 0                                                                           | Irlanda del Nord                                                                | Qual. Mondiali 2006                                                             | -                                                                               | Cap.                                                                            |
| 13-10-2004                                                                      | Belfast                                                                         | Irlanda del Nord                                                                | 3 – 3                                                                           | Austria                                                                         | Qual. Mondiali 2006                                                             | -                                                                               | Cap.                                                                            |
| 9-2-2005                                                                        | Belfast                                                                         | Irlanda del Nord                                                                | 0 – 1                                                                           | Canada                                                                          | Amichevole                                                                      | -                                                                               | Cap.                                                                            |
| 26-3-2005                                                                       | Manchester                                                                      | Inghilterra                                                                     | 4 – 0                                                                           | Irlanda del Nord                                                                | Qual. Mondiali 2006                                                             | -                                                                               | Cap.                                                                            |
| 30-3-2005                                                                       | Varsavia                                                                        | Polonia                                                                         | 1 – 0                                                                           | Irlanda del Nord                                                                | Qual. Mondiali 2006                                                             | -                                                                               | Cap.                                                                            |
| 17-8-2005                                                                       | Ta' Qali                                                                        | Malta                                                                           | 1 – 1                                                                           | Irlanda del Nord                                                                | Amichevole                                                                      | -                                                                               | Cap.                                                                            |
| 3-9-2005                                                                        | Belfast                                                                         | Irlanda del Nord                                                                | 2 – 0                                                                           | Azerbaigian                                                                     | Qual. Mondiali 2006                                                             | -                                                                               | Cap.                                                                            |
| 7-9-2005                                                                        | Belfast                                                                         | Irlanda del Nord                                                                | 1 – 0                                                                           | Inghilterra                                                                     | Qual. Mondiali 2006                                                             | -                                                                               | Cap.                                                                            |
| 16-8-2006                                                                       | Helsinki                                                                        | Finlandia                                                                       | 1 – 2                                                                           | Irlanda del Nord                                                                | Amichevole                                                                      | -                                                                               | 65’                                                                             |
| 2-9-2006                                                                        | Belfast                                                                         | Irlanda del Nord                                                                | 0 – 3                                                                           | Islanda                                                                         | Qual. Euro 2008                                                                 | -                                                                               | Cap.                                                                            |
| 6-9-2006                                                                        | Belfast                                                                         | Irlanda del Nord                                                                | 3 – 2                                                                           | Spagna                                                                          | Qual. Euro 2008                                                                 | -                                                                               | Cap.                                                                            |
| 7-10-2006                                                                       | Copenaghen                                                                      | Danimarca                                                                       | 0 – 0                                                                           | Irlanda del Nord                                                                | Qual. Euro 2008                                                                 | -                                                                               | Cap.                                                                            |
| 11-10-2006                                                                      | Belfast                                                                         | Irlanda del Nord                                                                | 1 – 0                                                                           | Lettonia                                                                        | Qual. Euro 2008                                                                 | -                                                                               | Cap.                                                                            |
| 6-2-2007                                                                        | Belfast                                                                         | Irlanda del Nord                                                                | 0 – 0                                                                           | Galles                                                                          | Amichevole                                                                      | -                                                                               | Cap.                                                                            |
| 24-3-2007                                                                       | Vaduz                                                                           | Liechtenstein                                                                   | 1 – 4                                                                           | Irlanda del Nord                                                                | Qual. Euro 2008                                                                 | -                                                                               | Cap.                                                                            |
| 28-3-2007                                                                       | Belfast                                                                         | Irlanda del Nord                                                                | 2 – 1                                                                           | Svezia                                                                          | Qual. Euro 2008                                                                 | -                                                                               | Cap.                                                                            |
| 17-10-2007                                                                      | Stoccolma                                                                       | Svezia                                                                          | 1 – 1                                                                           | Irlanda del Nord                                                                | Qual. Euro 2008                                                                 | -                                                                               | Cap.                                                                            |
| 17-11-2007                                                                      | Belfast                                                                         | Irlanda del Nord                                                                | 2 – 1                                                                           | Danimarca                                                                       | Qual. Euro 2008                                                                 | -                                                                               | Cap. 82’                                                                        |
| 21-11-2007                                                                      | Las Palmas                                                                      | Spagna                                                                          | 1 – 0                                                                           | Irlanda del Nord                                                                | Qual. Euro 2008                                                                 | -                                                                               | Cap.                                                                            |
| 6-2-2008                                                                        | Belfast                                                                         | Irlanda del Nord                                                                | 0 – 1                                                                           | Bulgaria                                                                        | Amichevole                                                                      | -                                                                               | Cap.                                                                            |
| 26-3-2008                                                                       | Belfast                                                                         | Irlanda del Nord                                                                | 4 – 1                                                                           | Georgia                                                                         | Amichevole                                                                      | -                                                                               | Cap.                                                                            |
| 6-9-2008                                                                        | Bratislava                                                                      | Slovacchia                                                                      | 2 – 1                                                                           | Irlanda del Nord                                                                | Qual. Mondiali 2010                                                             | -                                                                               | Cap.                                                                            |
| 10-9-2008                                                                       | Belfast                                                                         | Irlanda del Nord                                                                | 0 – 0                                                                           | Rep. Ceca                                                                       | Qual. Mondiali 2010                                                             | -                                                                               | Cap.                                                                            |
| 11-10-2008                                                                      | Maribor                                                                         | Slovenia                                                                        | 2 – 0                                                                           | Irlanda del Nord                                                                | Qual. Mondiali 2010                                                             | -                                                                               | Cap.                                                                            |
| 15-10-2008                                                                      | Belfast                                                                         | Irlanda del Nord                                                                | 4 – 0                                                                           | San Marino                                                                      | Qual. Mondiali 2010                                                             | -                                                                               | Cap.                                                                            |
| 11-2-2009                                                                       | Serravalle                                                                      | San Marino                                                                      | 0 – 3                                                                           | Irlanda del Nord                                                                | Qual. Mondiali 2010                                                             | -                                                                               | Cap. 80’                                                                        |
| 28-3-2009                                                                       | Belfast                                                                         | Irlanda del Nord                                                                | 3 – 2                                                                           | Polonia                                                                         | Qual. Mondiali 2010                                                             | -                                                                               |                                                                                 |
| 1-4-2009                                                                        | Belfast                                                                         | Irlanda del Nord                                                                | 1 – 0                                                                           | Slovenia                                                                        | Qual. Mondiali 2010                                                             | -                                                                               | Cap.                                                                            |
| 12-8-2009                                                                       | Belfast                                                                         | Irlanda del Nord                                                                | 1 – 1                                                                           | Israele                                                                         | Amichevole                                                                      | -                                                                               | Cap. 46’                                                                        |
| 5-9-2009                                                                        | Chorzów                                                                         | Polonia                                                                         | 1 – 1                                                                           | Irlanda del Nord                                                                | Qual. Mondiali 2010                                                             | -                                                                               | Cap.                                                                            |
| 9-9-2009                                                                        | Belfast                                                                         | Irlanda del Nord                                                                | 0 – 2                                                                           | Slovacchia                                                                      | Qual. Mondiali 2010                                                             | -                                                                               | Cap.                                                                            |
| 14-10-2009                                                                      | Praga                                                                           | Rep. Ceca                                                                       | 0 – 0                                                                           | Irlanda del Nord                                                                | Qual. Mondiali 2010                                                             | -                                                                               | Cap.                                                                            |
| 14-11-2009                                                                      | Belfast                                                                         | Irlanda del Nord                                                                | 0 – 1                                                                           | Serbia                                                                          | Amichevole                                                                      | -                                                                               | Cap.                                                                            |
| 3-9-2010                                                                        | Maribor                                                                         | Slovenia                                                                        | 0 – 1                                                                           | Irlanda del Nord                                                                | Qual. Euro 2012                                                                 | -                                                                               |                                                                                 |
| 8-10-2010                                                                       | Belfast                                                                         | Irlanda del Nord                                                                | 0 – 0                                                                           | Italia                                                                          | Qual. Euro 2012                                                                 | -                                                                               | Cap.                                                                            |
| 12-10-2010                                                                      | Toftir                                                                          | Fær Øer                                                                         | 1 – 1                                                                           | Irlanda del Nord                                                                | Qual. Euro 2012                                                                 | -                                                                               | Cap.                                                                            |
| 17-11-2010                                                                      | Belfast                                                                         | Irlanda del Nord                                                                | 1 – 1                                                                           | Marocco                                                                         | Amichevole                                                                      | -                                                                               | Cap. 46’                                                                        |
| 25-3-2011                                                                       | Belgrado                                                                        | Serbia                                                                          | 2 – 1                                                                           | Irlanda del Nord                                                                | Qual. Euro 2012                                                                 | -                                                                               |                                                                                 |
| 10-8-2011                                                                       | Belfast                                                                         | Irlanda del Nord                                                                | 4 – 0                                                                           | Fær Øer                                                                         | Qual. Euro 2012                                                                 | 1                                                                               | Cap.                                                                            |
| 2-9-2011                                                                        | Belfast                                                                         | Irlanda del Nord                                                                | 0 – 1                                                                           | Serbia                                                                          | Qual. Euro 2012                                                                 | -                                                                               | Cap.                                                                            |
| 6-9-2011                                                                        | Tallinn                                                                         | Estonia                                                                         | 4 – 1                                                                           | Irlanda del Nord                                                                | Qual. Euro 2012                                                                 | -                                                                               | Cap.                                                                            |
| 29-2-2012                                                                       | Belfast                                                                         | Irlanda del Nord                                                                | 0 – 3                                                                           | Norvegia                                                                        | Amichevole                                                                      | -                                                                               | 46’                                                                             |
| 7-9-2012                                                                        | Mosca                                                                           | Russia                                                                          | 2 – 0                                                                           | Irlanda del Nord                                                                | Qual. Mondiali 2014                                                             | -                                                                               |                                                                                 |
| 11-9-2012                                                                       | Belfast                                                                         | Irlanda del Nord                                                                | 1 – 1                                                                           | Lussemburgo                                                                     | Qual. Mondiali 2014                                                             | -                                                                               |                                                                                 |
| 16-10-2012                                                                      | Porto                                                                           | Portogallo                                                                      | 1 – 1                                                                           | Irlanda del Nord                                                                | Qual. Mondiali 2014                                                             | -                                                                               | 84’                                                                             |
| 14-11-2012                                                                      | Belfast                                                                         | Irlanda del Nord                                                                | 1 – 1                                                                           | Azerbaigian                                                                     | Qual. Mondiali 2014                                                             | -                                                                               |                                                                                 |
| 6-2-2013                                                                        | Ta' Qali                                                                        | Malta                                                                           | 0 – 0                                                                           | Irlanda del Nord                                                                | Amichevole                                                                      | -                                                                               |                                                                                 |
| 26-3-2013                                                                       | Belfast                                                                         | Irlanda del Nord                                                                | 0 – 2                                                                           | Israele                                                                         | Qual. Mondiali 2014                                                             | -                                                                               |                                                                                 |
| 14-8-2013                                                                       | Belfast                                                                         | Irlanda del Nord                                                                | 1 – 0                                                                           | Russia                                                                          | Qual. Mondiali 2014                                                             | -                                                                               |                                                                                 |
| 15-11-2013                                                                      | Adana                                                                           | Turchia                                                                         | 1 – 0                                                                           | Irlanda del Nord                                                                | Amichevole                                                                      | -                                                                               |                                                                                 |
| 30-5-2014                                                                       | Montevideo                                                                      | Uruguay                                                                         | 1 – 0                                                                           | Irlanda del Nord                                                                | Amichevole                                                                      | -                                                                               |                                                                                 |
| 4-6-2014                                                                        | Valparaíso                                                                      | Cile                                                                            | 2 – 0                                                                           | Irlanda del Nord                                                                | Amichevole                                                                      | -                                                                               |                                                                                 |
| 7-9-2014                                                                        | Budapest                                                                        | Ungheria                                                                        | 1 – 2                                                                           | Irlanda del Nord                                                                | Qual. Euro 2016                                                                 | -                                                                               |                                                                                 |
| 11-10-2014                                                                      | Belfast                                                                         | Irlanda del Nord                                                                | 2 – 0                                                                           | Fær Øer                                                                         | Qual. Euro 2016                                                                 | -                                                                               |                                                                                 |
| 14-10-2014                                                                      | Il Pireo                                                                        | Grecia                                                                          | 0 – 2                                                                           | Irlanda del Nord                                                                | Qual. Euro 2016                                                                 | -                                                                               |                                                                                 |
| 14-11-2014                                                                      | Bucarest                                                                        | Romania                                                                         | 2 – 0                                                                           | Irlanda del Nord                                                                | Qual. Euro 2016                                                                 | -                                                                               |                                                                                 |
| 25-3-2015                                                                       | Belfast                                                                         | Scozia                                                                          | 1 – 0                                                                           | Irlanda del Nord                                                                | Amichevole                                                                      | -                                                                               |                                                                                 |
| 31-5-2015                                                                       | Crewe                                                                           | Irlanda del Nord                                                                | 1 – 1                                                                           | Qatar                                                                           | Amichevole                                                                      | -                                                                               | Cap. 61’                                                                        |
| 24-3-2016                                                                       | Cardiff                                                                         | Galles                                                                          | 1 – 1                                                                           | Irlanda del Nord                                                                | Amichevole                                                                      | -                                                                               | 81’                                                                             |
| 28-3-2016                                                                       | Belfast                                                                         | Irlanda del Nord                                                                | 1 – 0                                                                           | Slovenia                                                                        | Amichevole                                                                      | -                                                                               | 46’                                                                             |
| 27-5-2016                                                                       | Belfast                                                                         | Irlanda del Nord                                                                | 3 – 0                                                                           | Bielorussia                                                                     | Amichevole                                                                      | -                                                                               | 74’                                                                             |
| 4-6-2016                                                                        | Trnava                                                                          | Slovacchia                                                                      | 0 – 0                                                                           | Irlanda del Nord                                                                | Amichevole                                                                      | -                                                                               | 30’                                                                             |
| 16-6-2016                                                                       | Lione                                                                           | Ucraina                                                                         | 0 – 2                                                                           | Irlanda del Nord                                                                | Euro 2016 - 1º turno                                                            | -                                                                               |                                                                                 |
| 21-6-2016                                                                       | Parigi                                                                          | Irlanda del Nord                                                                | 0 – 1                                                                           | Germania                                                                        | Euro 2016 - 1º turno                                                            | -                                                                               |                                                                                 |
| 25-6-2016                                                                       | Parigi                                                                          | Galles                                                                          | 1 – 0                                                                           | Irlanda del Nord                                                                | Euro 2016 - Ottavi di finale                                                    | -                                                                               |                                                                                 |
| 11-10-2016                                                                      | Hannover                                                                        | Germania                                                                        | 2 – 0                                                                           | Irlanda del Nord                                                                | Qual. Mondiali 2018                                                             | -                                                                               |                                                                                 |
| 2-6-2017                                                                        | Belfast                                                                         | Irlanda del Nord                                                                | 1 – 0                                                                           | Nuova Zelanda                                                                   | Amichevole                                                                      | -                                                                               |                                                                                 |
| 10-6-2017                                                                       | Baku                                                                            | Azerbaigian                                                                     | 0 – 1                                                                           | Irlanda del Nord                                                                | Qual. Mondiali 2018                                                             | -                                                                               |                                                                                 |
| 1-9-2017                                                                        | Serravalle                                                                      | San Marino                                                                      | 0 – 3                                                                           | Irlanda del Nord                                                                | Qual. Mondiali 2018                                                             | -                                                                               |                                                                                 |
| 4-9-2017                                                                        | Belfast                                                                         | Irlanda del Nord                                                                | 2 – 0                                                                           | Rep. Ceca                                                                       | Qual. Mondiali 2018                                                             | -                                                                               |                                                                                 |
| 12-11-2017                                                                      | Basilea                                                                         | Svizzera                                                                        | 0 – 0                                                                           | Irlanda del Nord                                                                | Qual. Mondiali 2018                                                             | -                                                                               |                                                                                 |
| 24-3-2018                                                                       | Belfast                                                                         | Irlanda del Nord                                                                | 2 – 1                                                                           | Corea del Sud                                                                   | Amichevole                                                                      | -                                                                               | 18’                                                                             |
| 30-5-2018                                                                       | Panama                                                                          | Panama                                                                          | 0 – 0                                                                           | Irlanda del Nord                                                                | Amichevole                                                                      | -                                                                               |                                                                                 |
| 3-6-2018                                                                        | San José                                                                        | Costa Rica                                                                      | 3 – 0                                                                           | Irlanda del Nord                                                                | Amichevole                                                                      | -                                                                               |                                                                                 |
| Totale                                                                          |                                                                                 | Presenze (3º posto)                                                             | 112                                                                             |                                                                                 | Reti                                                                            | 1                                                                               |                                                                                 |